# Karlsdorf (Türingia)
Karlsdorf település Németországban, azon belül Türingiában. Lakosainak száma 117 fő (2023. december 31.).

## Népesség
A település népességének változása:
| Lakosok száma | 121  | 111  | 109  | 111  | 117  |
|               | 2017 | 2019 | 2021 | 2022 | 2023 |